# Sosenka (rejon stołpecki)
Sosenka (biał. Сосенка, Sosienka; ros. Сосенка, Sosienka) – wieś na Białorusi, w obwodzie mińskim, w rejonie stołpeckim, w sielsowiecie Rubieżewicze.

## Historia
W XIX i w początkach XX w. położona była w Rosji, w guberni mińskiej, w powiecie mińskim, w gminie Kojdanów.
W dwudziestoleciu międzywojennym leżała w Polsce, w województwie nowogródzkim, w powiecie stołpeckim, do 1 kwietnia 1927 w gminie Zasule, następnie w gminie Stołpce. W 1921 miejscowość liczyła 79 mieszkańców, zamieszkałych w 11 budynkach, wyłącznie Polaków wyznania rzymskokatolickiego. Położona była wówczas przy granicy ze Związkiem Sowieckim.
Po II wojnie światowej w granicach Związku Sowieckiego. Od 1991 w niepodległej Białorusi.